# Bifidocoelotes primus
Espèce
Synonymes
- Wadotes primus Fox, 1937

Bifidocoelotes primus est une espèce d'araignées aranéomorphes de la famille des Agelenidae.

## Distribution
Cette espèce est endémique de Hong Kong en Chine.

## Description
La femelle holotype mesure 8,91 mm.

## Publication originale
- Fox, 1937 : New species and records of Chinese spiders. American Museum Novitates, no 907, p. 1-9 (texte intégral).